# Trängkårsvägen, Örebro

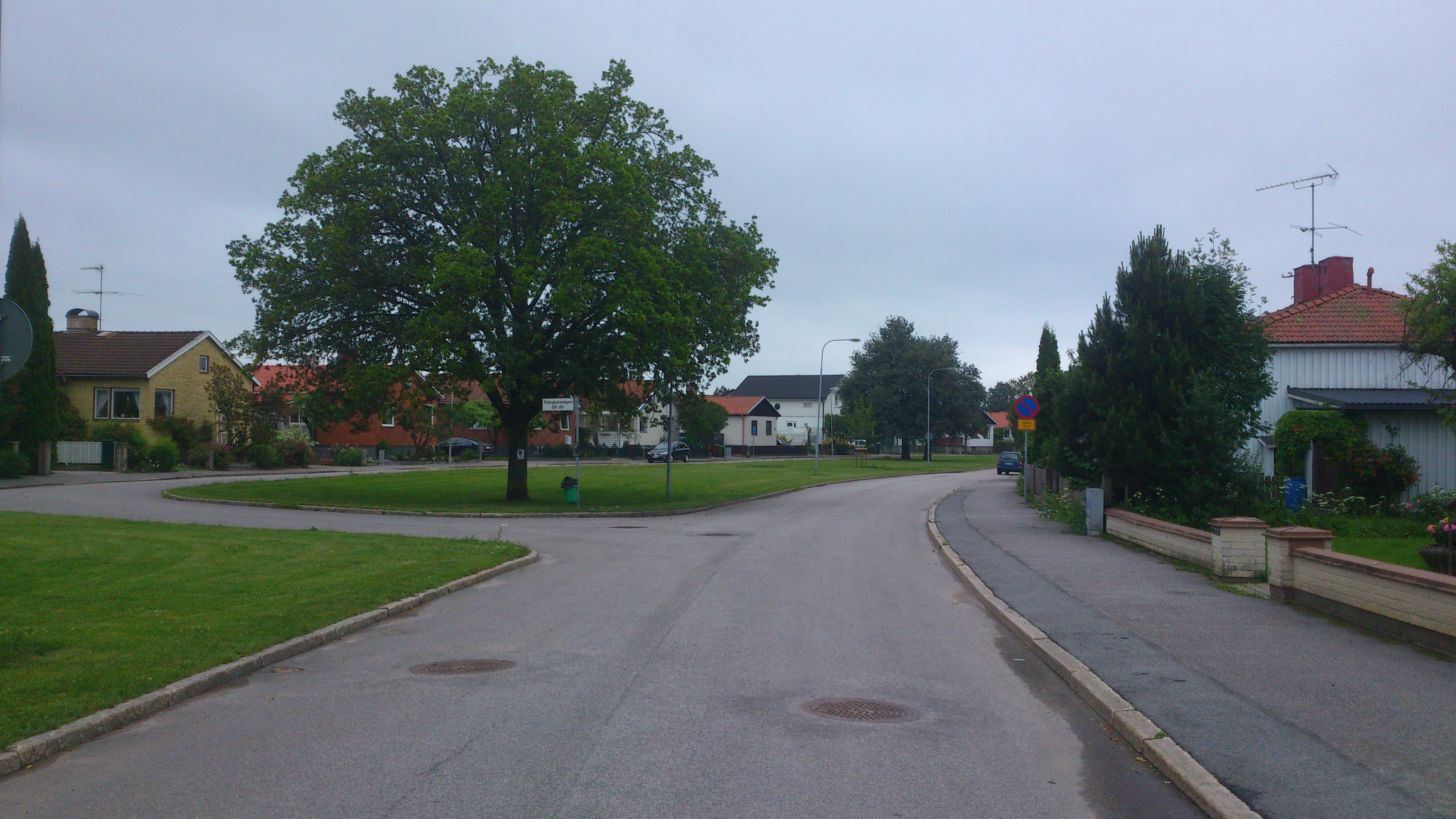
Trängkårsvägen mellan Västra Nobelgatan och Hertig Karls Allé.

Trängkårsvägen är en gata i västra Örebro som löper västerut från Holmen in till Västra stambanan, vid korsningen Stålgatan–Gustavsgatan och passerar korsningen där Hertig Karls Allé övergår till Hedgatan och går sedan i en båge fram till dess slut vid Västerplan intill Västra Nobelgatan. Gatan har fått sitt namn i samband med ett planerat byggnadsprojekt.

## Historik
År 1903 beslutades att Svea trängbataljon, som då var lokaliserad till Marieberg i Stockholm, skulle lokaliseras från och med 1908 till Västra Mark i Örebro. I överenskommelsen mellan staden och Kronan skulle mark till ett järnvägsspår ställas till förfogande. Ursprungligen planerades detta järnvägsspår dras från Örebro C–Markgatan–Västerängsgatan–Västra mark. Detta alternativ krävde dock ett inlösen av fastigheter som var högre än ett nordligt alternativ, vilket motsvarar Trängkårsvägen. Att järnvägsspåret, som skulle anslutas till kasernetablissementets nordöstra hörn, blev dubbelt så långt med det nordliga alternativet brydde sig inte staden om, då staden endast skulle upplåta mark och Kronan skulle stå för spårbyggnationen. Dock så kom aldrig något järnvägsspår att byggas och  Trängkårsvägen med dess intilliggande breda parkområde står sedan dess som ett minne över projekt.